# Neotomini
Neotomini – plemię ssaków z podrodziny nowików (Neotominae) w obrębie rodziny chomikowatych (Cricetidae).

## Zasięg występowania
Plemię obejmuje gatunki występujące w Ameryce Północnej i Środkowej.

## Podział systematyczny
Do plemienia należą następujące występujące współcześnie rodzaje:
- Nelsonia Merriam, 1897 – nelsonia
- Hodomys Merriam, 1894 – nowikowiec – jedynym przedstawicielem jest Hodomys alleni (Merriam, 1892) – nowikowiec meksykański
- Xenomys Merriam, 1892 – hacjendowiec – jedynym przedstawicielem jest Xenomys nelsoni Merriam, 1892 – hacjendowiec meksykański
- Neotoma Say & Ord, 1825 – nowik

Opisano również rodzaje wymarłe:
- Galushamys Jacobs, 1977[8] – jedynym przedstawicielem był Galushamys redingtonensis Jacobs, 1977
- Miotomodon Korth, 2011[9] – jedynym przedstawicielem był Miotomodon mayi Korth, 2011
- Protorepomys R.A. Martin & Zakrzewski, 2019[10]
- Repomys May, 1981[11]
- Tsaphanomys R.A. Martin & Zakrzewski, 2019[4] – jedynym przedstawicielem był Tsaphanomys shotwelli (Korth, 2011)